# James May
James Daniel May, född 16 januari 1963 i Bristol, är en brittisk motorjournalist och var en av programledarna för Top Gear tillsammans med Jeremy Clarkson och Richard Hammond. May skriver även krönikor för The Daily Telegraph. Han har en mer avslappnad stil än de andra två och på grund av sin försiktiga körstil har kollegorna i Top Gear gett honom öknamnet Captain Slow. Han är också ironiskt kallad Captain Sense Of Direction av sina kollegor för att han har en tendens att komma vilse.
Han är sedan 2016, tillsammans med Clarkson och Hammond, programledare för The Grand Tour.

## TV och radio
James May har varit programledare för flera program på BBC, bl.a.:
- Top Gear (1999, 2002-2015)
- James May At the Edge Of Space (2009)
- James May's Man Lab (2010-nu)
- James May's Toy Stories (2009, 2011-2013)
- James May's Things You Need To Know (2011 - nu)
- James May's Cars of the people (2014-2016)

Sedan 2016 är James May, Jeremy Clarkson och Richard Hammond programledare för The Grand Tour vilket är producerat för Amazon Prime Video.

## Utmärkelser
May är hedersdoktor vid Lancaster University.